# Car sharing

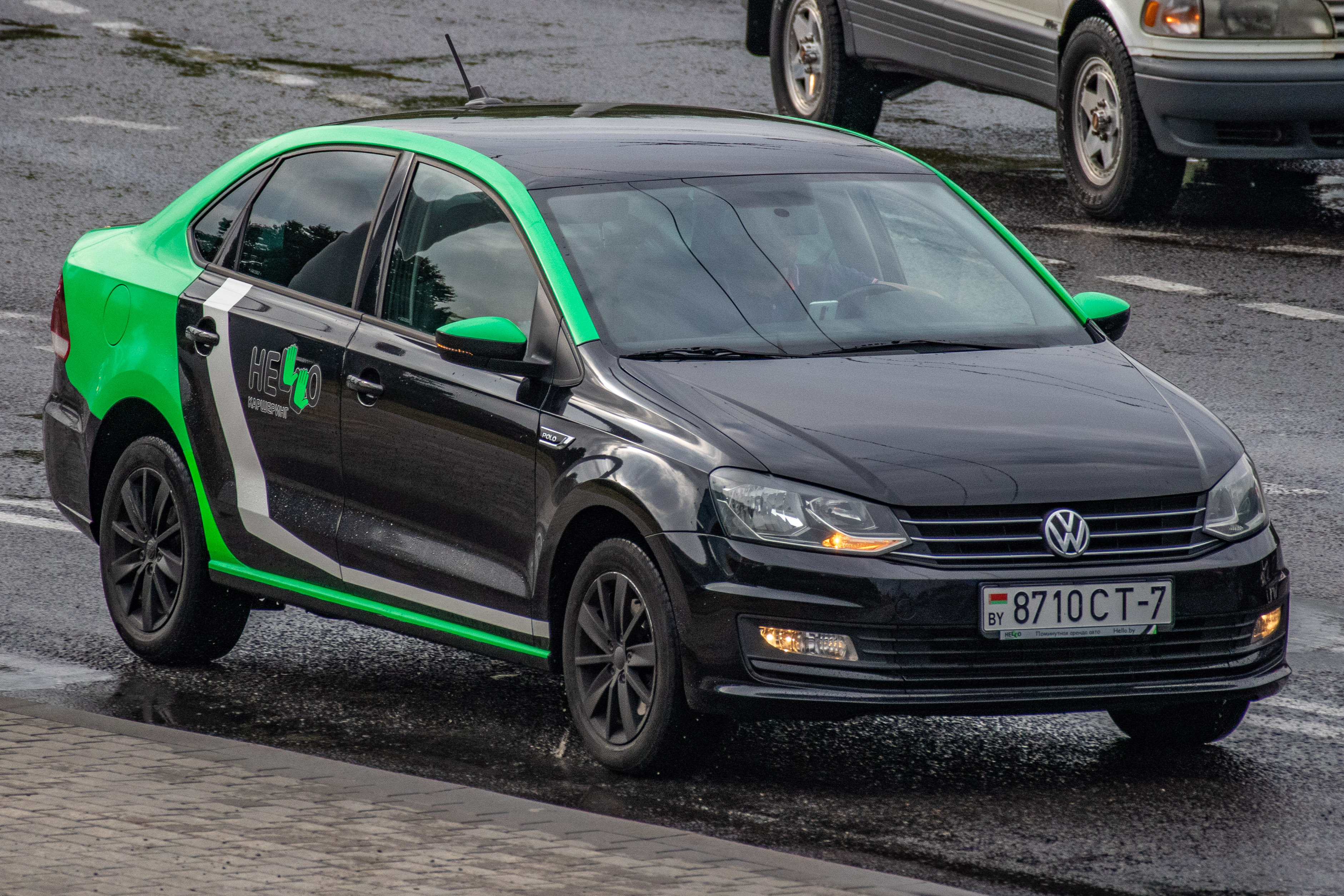
Volkswagen Polo condivisa a Minsk, in Bielorussia

L'auto condivisa (o car sharing dall'inglese auto condivisa o condivisione dell'automobile) è un servizio di mobilità urbana che permette agli utenti di utilizzare un veicolo su prenotazione noleggiandolo per un periodo di tempo breve, nell'ordine di minuti od ore, e pagando in ragione dell'utilizzo effettuato.
Questo servizio viene utilizzato all'interno di politiche di mobilità sostenibile, per favorire il passaggio dal possesso del mezzo all'uso dello stesso (cioè all'accesso al servizio di mobilità), in modo da consentire di rinunciare all'automobile privata ma non alla flessibilità delle proprie esigenze di mobilità. L'auto, in questo modo, passa dall'ambito dei beni di consumo a quello dei servizi, sostituendo l'accesso al possesso.

## Descrizione
Tipicamente si tratta di un servizio commerciale erogato da aziende pubbliche o private, spesso con l'appoggio di associazioni ambientaliste ed enti locali. I programmi di auto condivisa possono essere distinti in relazione ad uno dei quattro tipi di condivisione: 
- noleggio andata e ritorno, sistema con stazioni fisse di presa e riconsegna;
- noleggio a senso unico o a flusso libero;
- condivisione di veicoli privati;
- proprietà frazionata.

Nel tipo andata e ritorno gli utenti iniziano e finiscono il loro viaggio nello stesso parcheggio dedicato, spesso pagando per l'ora, il chilometraggio o entrambi. Il noleggio a senso unico, invece, consente ai membri di iniziare e terminare il viaggio in posizioni diverse, terminando il noleggio ovunque sia possibile all'interno di un'area definita o anche in posti di parcheggio designati. La condivisione di veicoli privati, opera in modo analogo al tipo andata e ritorno per sistema di noleggio e tipo di pagamento; tuttavia, i veicoli stessi sono in genere privati o affittati con il sistema di condivisione gestito da un terzo. Infine il modello di proprietà frazionata consente agli utenti di co-possedere un veicolo condividendo i costi.

### Veicoli utilizzati
Nel sistema di auto condivisa andata e ritorno i veicoli sono parcheggiati in postazioni fisse sul territorio; questa caratteristica consente al gestore di proporre in noleggio modelli di veicoli diversi per dimensioni e per destinazione d'uso, distribuendoli in modo ordinato e rispondendo in tal modo ad esigenze diverse dei suoi utilizzatori. Per esempio proponendo veicoli urbani di piccole dimensioni o auto di grandi dimensioni per 6 o più persone; o anche veicoli per il trasporto di cose o veicoli elettrici.
Al contrario nei servizi di auto condivisa a senso unico la disposizione delle vetture sul territorio è casuale, non predeterminata dal gestore; l'utilizzatore ricerca sulla mappa dello smartphone non un particolare tipo di veicolo ma quello più vicino. Pertanto in tale sistema generalmente vengono proposti veicoli monotipo.

### Altri sistemi di noleggio
L'auto condivisa si distingue dal tradizionale noleggio principalmente per alcune caratteristiche qui elencate.
- L'accesso al servizio non è limitato alle ore di apertura degli uffici.
- Prenotazione, attivazione e riconsegna sono attuate autonomamente dall'utilizzatore del servizio.
- I veicoli possono essere noleggiati per minuti, ore o anche giorni interi.
- Gli utenti sono membri iscritti al servizio di auto condivisa e al momento del noleggio del veicolo sono già autorizzati poiché l'abilitazione alla guida e il sistema di pagamento vengono precedentemente verificati all'atto di iscrizione.
- La posizione dei veicoli è distribuita diffusamente nell'area di utilizzo del servizio.
- Il costo del carburante è sempre compreso nel costo di utilizzo del veicolo.
- I veicoli non sono sottoposti a verifica e pulizia dopo ogni noleggio.

L'auto condivisa si distingue anche dall'auto di gruppo poiché in quest'ultimo modello più persone viaggiano insieme nella stessa auto, che in genere è di proprietà di uno dei viaggiatori, e dividono tra loro le spese di viaggio e manutenzione.
La filosofia dell'auto condivisa è alla base dei progetti di furgone condiviso dedicati al trasporto delle merci in ambito urbano.

## Funzionamento
In generale la diffusione dei servizi di auto condivisa è stata favorita dalla disponibilità di servizi in rete Internet e dalla successiva diffusione dei telefoni di tipo smartphone. I sistemi di auto condivisa utilizzano siti Internet e applicazioni per smartphone nella fase di iscrizione al servizio e successivamente per consentire all'utente la gestione della fase di noleggio in totale autonomia. Tali modalità consentono l'apertura e la chiusura del veicolo prenotato tramite un controllo a distanza in rete; mentre la chiave di avviamento è sempre conservata all'interno del veicolo.

### Auto condivisa andata e ritorno
È un servizio caratterizzato dalla presenza di postazioni fisse, dislocate nei pressi di importanti nodi della mobilità urbana e nei quartieri, a distanze regolari. Nelle postazioni fisse sono presenti uno o più veicoli. La flotta di un servizio rountrip può essere utilmente differenziata, in modo da offrire all'utenza veicoli destinati ad usi diversi.
Al momento del noleggio, l'utente verifica la presenza del tipo di veicolo preferito nei parcheggi più vicini, e lo prenota fissando da subito un periodo di utilizzo, tipicamente di una o più ore. Tale periodo potrà essere esteso successivamente come sarà anche possibile riconsegnare il veicolo in anticipo rispetto al tempo prenotato. Può essere prevista una carta elettronica che abiliti l'apertura del veicolo.
Il veicolo dovrà essere riconsegnato nello stesso parcheggio di partenza.
Il prezzo del noleggio è composto da un costo relativo al tempo sommato ad un costo chilometrico.

### Auto condivisa a senso unico
Chi eroga un servizio di auto condivisa di tipo a senso unico gestisce una flotta di automobili dello stesso modello che vengono parcheggiate dagli utenti all'interno di un'area prestabilita.
L'utente iscritto al servizio prenota l'auto più vicina, individuata su mappa via Internet o via app per smartphone, la utilizza per il tempo necessario allo spostamento e quindi porta a termine il noleggio parcheggiando il veicolo all'interno dell'area di utilizzo stabilita dal gestore. Un'ulteriore opzione può essere quella della sosta. durante la quale il veicolo è fermo e chiuso pur mantenendo attiva la prenotazione ad un costo inferiore.

## Storia

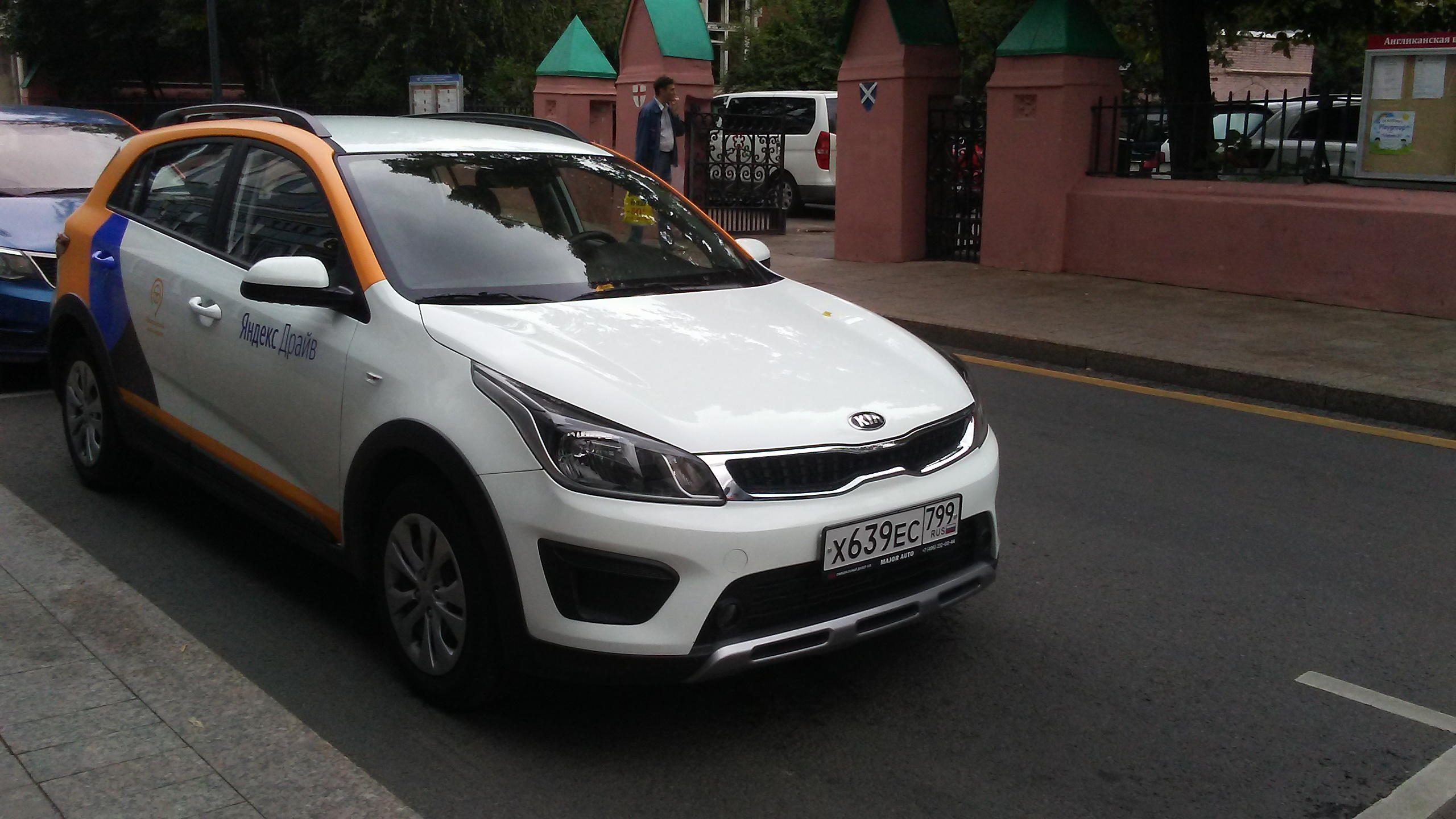
Kia X-Line della Yandex Drive a Mosca

L'idea di condividere veicoli e manutenzione degli stessi risale almeno al secondo dopoguerra. È del 1948 la prima organizzazione di auto in condivisione documentata, la Selbstfahrergemeinschaft, servizio di auto condivise di una cooperativa abitativa di Zurigo, ma non si conoscono sviluppi successivi di quella esperienza.
I primi anni '70 vedono lo sviluppo di alcuni progetti di auto condivisa. Il sistema ProcoTip in Francia, che utilizzava vetture attivate da un sistema a gettoni, durò solo due anni.
Un progetto molto più ambizioso chiamato Witkar fu lanciato nel 1974 ad Amsterdam dal fondatore del movimento delle biciclette bianche, Luud Schimmelpennink. Un progetto sofisticato basato su piccoli veicoli elettrici, controlli elettronici per le prenotazioni e la riconsegna, e piani per un gran numero di stazioni che coprono tutta la città. Il progetto durò fino al 1988. Nel luglio 1977, il primo esperimento ufficiale britannico in carsharing iniziò a Suffolk. Un ufficio a Ipswich forniva il servizio Share-a-Car per classificare gli automobilisti interessati a condividere viaggi in auto.
Gli anni '80 e la prima metà degli anni '90 sono stati un periodo di maturazione, con una continua lenta crescita principalmente di piccoli sistemi senza scopo di lucro, molti in Svizzera e in Germania ma anche su scala minore in Canada, Paesi Bassi, Svezia e Stati Uniti.
Lo sviluppo dei sistemi di comunicazione in rete Internet rappresenta il momento di svolta per i servizi di auto condivisa. Zipcar, Flexcar (acquistato da Zipcar nel 2007) e City Car Club sono stati tutti iniziati nel 2000. Numerose compagnie internazionali di autonoleggio hanno lanciato i propri servizi di auto condivisa a partire dal 2008. A partire dal 2010, sono stati introdotti diversi sistemi di mobilità peer-to-peer. L'auto condivisa si è diffusa anche nei paesi in via di sviluppo (Brasile, Cina, India, Messico e Turchia), poiché la densità di popolazione è spesso determinante per il successo dell'auto condivisa e le nazioni in via di sviluppo hanno spesso popolazioni urbane ad alta densità.

### L'auto condivisa in Italia

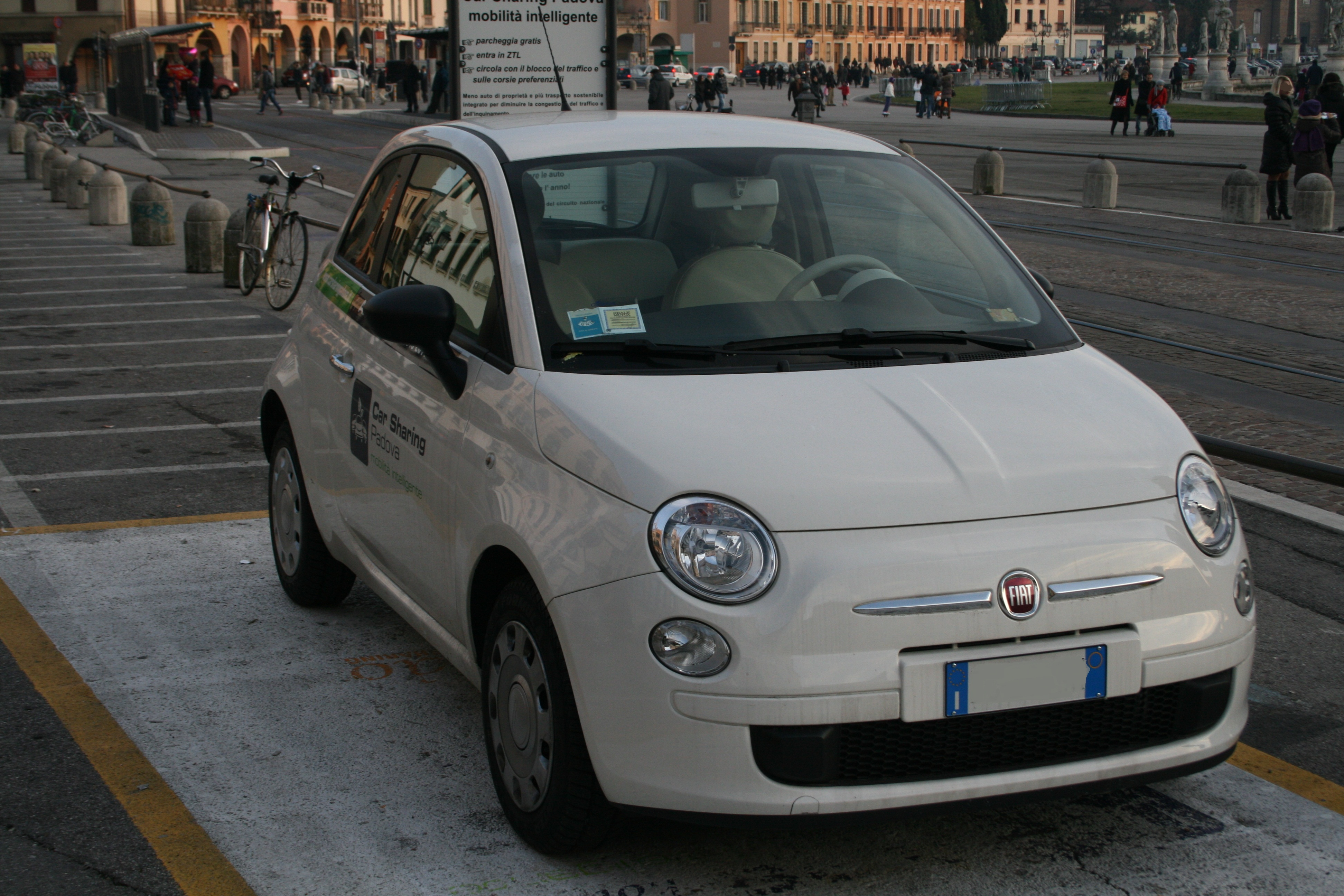
Una Fiat 500 condivisa a Padova

È del settembre 2001 il primo tentativo di auto condivisa, avviato a Milano dalla organizzazione ambientalista Legambiente. Milano Car Sharing era un servizio riservato agli iscritti dell'organizzazione e assai ridotto a causa della scarsità di risorse. Nel dicembre 2006 la società Car Sharing Italia Srl aderirà al circuito nazionale di ICS.
Sempre nel 2001, promosso del Ministero dell'Ambiente, parte anche il programma Iniziativa Car Sharing (ICS), che non gestirà direttamente servizi di noleggio, ma più in generale avrà lo scopo di promuovere il sistema di condivisione, garantire l'omogeneità delle apparecchiature e l'interoperabilità dei servizi. Il servizio promosso da ICS è del tipo andata e ritorno, gestito dagli enti locali. Ogni abbonato al servizio in una delle città aderenti al circuito può anche usare i servizi delle altre città del circuito. I servizi aderenti al circuito unico nazionale contano complessivamente, al giugno 2014, circa 21.000 utenti, 597 auto e 393 parcheggi, per una media di circa 35 utenti per ogni auto.
Aderiscono al servizio le seguenti città: Bologna dal 18 agosto 2002, Brescia, Firenze dall'aprile 2005, Genova dal luglio 2004, Savona, Milano, Padova, Palermo dal marzo 2009, Parma, Roma dal marzo 2005, Torino, Venezia dall'agosto 2002; inoltre, le province di Bologna, Milano, Napoli e Rimini.
Negli anni successivi diversi operatori privati iniziano ad offrire servizi di auto condivisa di tipo a senso unico. Oltre a veicoli tradizionale con motore a benzina, sono presenti veicoli elettrici e motorini.

## Il modello di costi
Quando si possiede un'auto privata, gran parte dei costi relativi sono tendenzialmente indipendenti dall'utilizzo che se ne fa: acquisto, manutenzione, assicurazione, tasse. Chi possiede un'auto tende spesso a percepire solo i costi vivi (carburante, pedaggi, sosta) o al massimo quelli relativi all'usura (gomme, freni ecc.), visto che i costi fissi non possono essere evitati. Questo porta a sottovalutare il costo dell'utilizzo dell'auto, e quindi ad utilizzarla più di quanto sia opportuno anche dal punto di vista del proprio bilancio individuale o familiare (o aziendale).
Il possesso di un'automobile implica, inoltre, il costo di acquisto e la svalutazione al momento della eventuale vendita, oltre agli ovvi rischi di furto o danneggiamento.
L'auto condivisa rende invece i costi relativi all'uso dell'auto prevalentemente dipendenti dall'utilizzo, distribuendo invece i costi fissi tra più persone in modo da abbattere significativamente la quota di costo fisso sostenuto da ogni utente. In tal modo si percepisce il vero costo dell'auto ogni volta che si deve decidere di usarla (o, viceversa, l'effettivo risparmio che si otterrebbe non usandola). Di conseguenza, usare un'auto in condivisione invece che una di proprietà tende a ridurre l'utilizzo che se ne fa.

## Motivazioni e utilità
Un servizio di auto condivisa è conveniente in particolare in aree urbane densamente popolate, dove:
- è possibile soddisfare gran parte delle proprie esigenze di mobilità usando il trasporto pubblico o la mobilità non motorizzata;
- la densità della popolazione consente di coprire un numeroso bacino di utenza con ciascun parcheggio, mantenendo modesta la distanza tra il parcheggio e l'abitazione degli utenti.
- il possesso di un'auto scarsamente utilizzata ha costi elevati, soprattutto se rapportati alla percorrenza (garage, assicurazione, revisioni ecc.).

## Profilo di utenza
Un servizio di auto in condivisione è conveniente per chi usa l'auto solo sporadicamente (indicativamente, se si percorrono meno di 10.000 km/anno). Le famiglie che posseggono una o più auto, e in casi sporadici necessitano di usarne un'altra, possono combinare il possesso di un numero inferiore di auto con l'accesso ad un servizio di auto condivisa quando necessario. Inoltre, tale servizio risulta appetibile a chi vuole essere sgravato dalla gestione delle incombenze relative all'auto e a chi desidera scegliere di volta in volta tra diversi tipi di veicoli (es. auto piccole, medie, grandi ecc.);

## Vantaggi per la collettività
- riduzione del numero di automobili parcheggiate su strada e di conseguenza maggiore disponibilità di parcheggi;
- rotazione rapida del materiale: le automobili in condivisione vengono utilizzate intensivamente, e quindi tendono a essere rinnovate con frequenza superiore rispetto alle automobili private che vanno a sostituire. Gli utenti guideranno quindi auto più recenti di quelle di cui sarebbero stati proprietari in assenza del servizio, con diversi vantaggi:[3]
  - maggiore sicurezza stradale: le auto più recenti sono tendenzialmente tecnologicamente più sicure;
  - impatto ambientale: si godranno dei più recenti progressi tecnologici in termini di emissioni e consumi;
  - le automobili verranno dismesse per usura e non per invecchiamento, e quindi ciascuna potrà sviluppare un chilometraggio maggiore.

## Agevolazioni per gli utenti
Visto il notevole beneficio che una comunità urbana ottiene con tale servizio, i Comuni (di concerto con le aziende di trasporto pubblico locale) tendono in genere a favorirne l'uso, con importanti agevolazioni quali, ad esempio:
- l'uso delle corsie preferenziali e l'accesso gratuito alle ZTL;
- la sosta gratuita in centro, nei parcheggi a pagamento e talvolta anche in quelli riservati ai residenti;
- la possibilità di circolare anche in periodi di limitazione del traffico (es. targhe alterne, blocchi della circolazione per superamento delle soglie inquinanti ecc.).

## Limitazioni e vincoli
L'uso di un'auto condivisa con estranei comporta anche alcune limitazioni rispetto all'uso che molti fanno dell'auto privata:
- Eventualità di non trovare disponibilità per il tipo d'automezzo nelle vicinanze.
- Condivisione del mezzo con altri utilizzatori: l'auto in condivisione non può essere usata come estensione del proprio spazio privato, deve essere lasciata ogni volta ragionevolmente pulita e non è possibile personalizzarla, né tenervi stabilmente oggetti che si ritengono utili.

## La variante per gli spostamenti delle merci: il furgone condiviso
Il furgone condiviso è una metodologia di distribuzione delle merci in ambito urbano basata sulla condivisione di una flotta di veicoli da parte di più operatori (analogamente al sistema di auto condivisa, dedicato alla mobilità delle persone). Numerosi sono i benefici e le economie realizzabili implementando un servizio di furgone condiviso.
Tra le più interessanti esperienze in Italia, si citano:
- Bologna: il Progetto VanSharing sarà costituito da una piattaforma digitale e da 30 mezzi a basso impatto che potranno utilizzare apposite aree dedicate per il carico delle merci;
- Torino: come nel caso dell'auto condivisa, gli operatori avranno diverse agevolazioni a livello di accessibilità al centro della città (sosta gratuita, accesso alla ZTL, corsie preferenziali, libera circolazione con targhe alterne). Potranno inoltre usare i veicoli del servizio di auto condivisa di Torino a tariffe analoghe.